# 101-й миномётный полк
101-й миномётный Измаильский ордена Александра Невского полк - воинская часть Вооружённых сил СССР в Великой Отечественной войне.

## История
Формировался с февраля 1942 года. В составе действующей армии с 29 октября 1942 года по 9 мая 1945 года.
В октябре 1942 года направлен на фронт, где вошёл в состав 5-й танковой армии. Принимал участие в Сталинградской битве
В декабре 1942 — январе 1943 года вошёл в состав 7-й артиллерийской дивизии, в её составе вёл боевые действия до конца войны.
С 20 по 29 августа 1944 года был придан 4-му гвардейскому механизированному корпусу. Отличился при взятии Измаила 25 августа 1944 года
- О боевом пути полка смотри статью 3-я миномётная бригада
- О боевом пути полка смотри статью 7-я артиллерийская дивизия

## Подчинение
| Дата            | Фронт (округ)            | Армия                  | Корпус | Дивизия                    | Бригада                | Примечания |
| --------------- | ------------------------ | ---------------------- | ------ | -------------------------- | ---------------------- | ---------- |
| 01.03.1942 года | Московский военный округ | -                      | -      | -                          | -                      | -          |
| 01.04.1942 года | Московский военный округ | -                      | -      | -                          | -                      | -          |
| 01.05.1942 года | Московский военный округ | -                      | -      | -                          | -                      | -          |
| 01.06.1942 года | Московский военный округ | -                      | -      | -                          | -                      | -          |
| 01.07.1942 года | Московский военный округ | -                      | -      | -                          | -                      | -          |
| 01.08.1942 года | Московский военный округ | -                      | -      | -                          | -                      | -          |
| 01.09.1942 года | Московский военный округ | -                      | -      | -                          | -                      | -          |
| 01.10.1942 года | Московский военный округ | -                      | -      | -                          | -                      | -          |
| 01.11.1942 года | Юго-Западный фронт       | 5-я танковая армия     | -      | -                          | -                      | -          |
| 01.12.1942 года | Юго-Западный фронт       | 1-я гвардейская армия  | -      | -                          | -                      | -          |
| 01.01.1943 года | Юго-Западный фронт       | 1-я гвардейская армия  | -      | 7-я артиллерийская дивизия | -                      | -          |
| 01.02.1943 года | Юго-Западный фронт       | 3-я гвардейская армия  | -      | 7-я артиллерийская дивизия | -                      | -          |
| 01.03.1943 года | Юго-Западный фронт       | -                      | -      | 7-я артиллерийская дивизия | 3-я миномётная бригада | -          |
| 01.04.1943 года | Юго-Западный фронт       | 1-я гвардейская армия  | -      | 7-я артиллерийская дивизия | 3-я миномётная бригада | -          |
| 01.05.1943 года | Юго-Западный фронт       | 1-я гвардейская армия  | -      | 7-я артиллерийская дивизия | 3-я миномётная бригада | -          |
| 01.06.1943 года | Юго-Западный фронт       | 1-я гвардейская армия  | -      | 7-я артиллерийская дивизия | 3-я миномётная бригада | -          |
| 01.07.1943 года | Юго-Западный фронт       | 1-я гвардейская армия  | -      | 7-я артиллерийская дивизия | 3-я миномётная бригада | -          |
| 01.08.1943 года | Юго-Западный фронт       | 1-я гвардейская армия  | -      | 7-я артиллерийская дивизия | 3-я миномётная бригада | -          |
| 01.09.1943 года | Юго-Западный фронт       | -                      | -      | 7-я артиллерийская дивизия | 3-я миномётная бригада | -          |
| 01.10.1943 года | Юго-Западный фронт       | -                      | -      | 7-я артиллерийская дивизия | 3-я миномётная бригада | -          |
| 01.11.1943 года | 4-й Украинский фронт     | 3-я гвардейская армия  | -      | 7-я артиллерийская дивизия | 3-я миномётная бригада | -          |
| 01.12.1943 года | 4-й Украинский фронт     | 3-я гвардейская армия  | -      | 7-я артиллерийская дивизия | 3-я миномётная бригада | -          |
| 01.01.1944 года | 4-й Украинский фронт     | 3-я гвардейская армия  | -      | 7-я артиллерийская дивизия | 3-я миномётная бригада | -          |
| 01.02.1944 года | 4-й Украинский фронт     | 3-я гвардейская армия  | -      | 7-я артиллерийская дивизия | 3-я миномётная бригада | -          |
| 01.03.1944 года | 3-й Украинский фронт     | -                      | -      | 7-я артиллерийская дивизия | 3-я миномётная бригада | -          |
| 01.04.1944 года | 3-й Украинский фронт     | -                      | -      | 7-я артиллерийская дивизия | 3-я миномётная бригада | -          |
| 01.05.1944 года | 3-й Украинский фронт     | -                      | -      | 7-я артиллерийская дивизия | 3-я миномётная бригада | -          |
| 01.06.1944 года | 3-й Украинский фронт     | 5-я ударная армия      | -      | 7-я артиллерийская дивизия | 3-я миномётная бригада | -          |
| 01.07.1944 года | Карельский фронт         | 7-я армия              | -      | 7-я артиллерийская дивизия | 3-я миномётная бригада | -          |
| 01.08.1944 года | Карельский фронт         | 7-я армия              | -      | 7-я артиллерийская дивизия | 3-я миномётная бригада | -          |
| 01.09.1944 года | 3-й Украинский фронт     | -                      | -      | 7-я артиллерийская дивизия | 3-я миномётная бригада | -          |
| 01.10.1944 года | 2-й Украинский фронт     | 46-я армия             | -      | 7-я артиллерийская дивизия | 3-я миномётная бригада | -          |
| 01.11.1944 года | 2-й Украинский фронт     | 3-я миномётная бригада | -      | 7-я артиллерийская дивизия | 3-я миномётная бригада | -          |
| 01.12.1944 года | 2-й Украинский фронт     | 46-я армия             | -      | 7-я артиллерийская дивизия | 3-я миномётная бригада | -          |
| 01.01.1945 года | 3-й Украинский фронт     | -                      | -      | 7-я артиллерийская дивизия | 3-я миномётная бригада | -          |
| 01.02.1945 года | 3-й Украинский фронт     | -                      | -      | 7-я артиллерийская дивизия | 3-я миномётная бригада | -          |
| 01.03.1945 года | 3-й Украинский фронт     | -                      | -      | 7-я артиллерийская дивизия | 3-я миномётная бригада | -          |
| 01.04.1945 года | 3-й Украинский фронт     | -                      | -      | 7-я артиллерийская дивизия | 3-я миномётная бригада | -          |
| 01.05.1945 года | 3-й Украинский фронт     | -                      | -      | 7-я артиллерийская дивизия | 3-я миномётная бригада | -          |

## Командиры
- Скичко Александр Прокофьевич, подполковник - на 25.08.1944 года

## Награды и наименования
| Награда (наименование)    | Дата       | За что получена   |
| ------------------------- | ---------- | ----------------- |
| Измаильский               | 09.09.1944 | за взятие Измаила |
| Орден Александра Невского | ??.??.???? | ??                |

## Воины полка
| Награда | Ф.И.О.                   | Должность        | Звание            | Дата награждения | Примечания          |
| ------- | ------------------------ | ---------------- | ----------------- | ---------------- | ------------------- |
|         | Баринов, Иван Михайлович | Командир батареи | старший лейтенант | 24.03.1945       | награждён посмертно |
|         | Сельский, Семён Петрович | Командир батареи | старший лейтенант | 24.03.1945       | -                   |